# David Heinz Gumbel

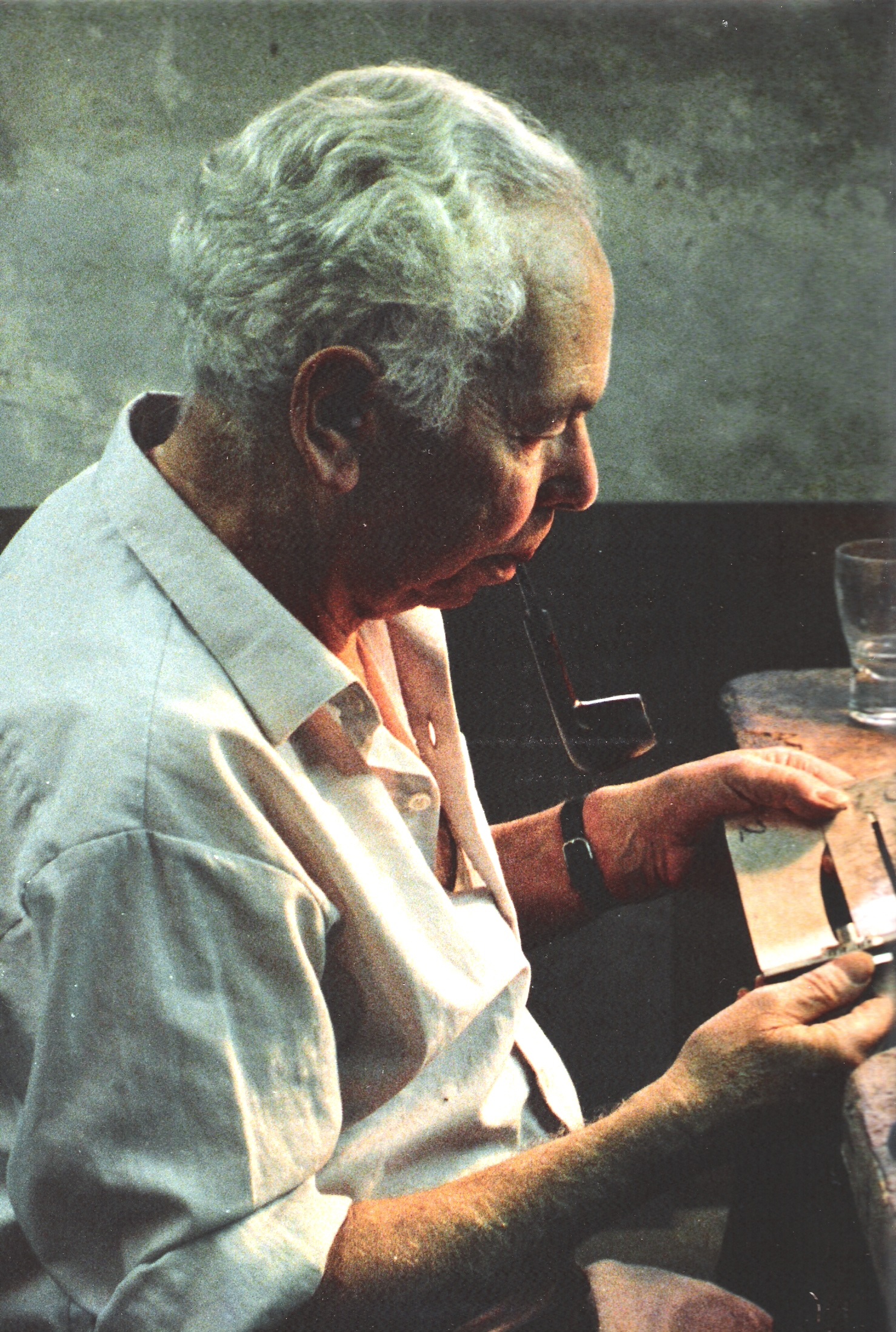
David Heinz Gumbel in seinem Studio (1980)

David Heinz Gumbel (* 10. Oktober 1906 in Sinsheim; † 4. November 1992 in Jerusalem) war Designer und Silberschmied in Israel.

## Leben
David (Geburtsname Detlev) Heinz Gumbel wurde als Sohn des Metallindustriellen Siegmund Gumbel (* 1873) und seiner Ehefrau Mina, geb. Pappenheimer (* 1882), in Sinsheim geboren.
Nach dem Besuch des Heilbronner Gymnasiums machte Gumbel eine Lehre bei der Silberwarenfabrik Peter Bruckmann & Söhne in Heilbronn. Anschließend besuchte er die Kunstgewerbeschule in Berlin-Charlottenburg, als weitere Ausbildungsstationen folgten Düsseldorf und Stockholm. Zwischendurch arbeitete er immer wieder auch für das Unternehmen seines Vaters. Außerdem lernte er in Heilbronn Hebräisch für die geplante Emigration.
Er emigrierte 1936 nach Palästina, wo er in der Werkstatt der Silberschmiedin Emmy Roth Arbeit fand. Außerdem unterrichtete er an der New Bezalel Art School in Jerusalem. 1947 bis 1949 kämpfte Gumbel im israelischen Unabhängigkeitskrieg.
Heinz Gumbel gewann den Wettbewerb für das Logo des 21. Zionistenkongresses 1939 in Genf und schuf wichtige Werke für den Staat Israel, wie zum Beispiel 1950 die Hülle für die Unabhängigkeitserklärung des Staates Israel oder Bibel-Einbände als Staatsgeschenke für ausländische Staatsgäste. Neben Schmuck stellte Gumbel nun auch immer mehr Objekte her, die mit dem jüdischen Ritus verbunden waren.
David Heinz Gumbel wurde in Jerusalem auf dem Har HaMenuchot begraben.
2012/13 wurde Gumbel durch eine Ausstellung im Palevsky Design Pavilion des Israel-Museums in Jerusalem geehrt.